# Richard Sands
Richard Ashley Sands (ur. 14 marca 1947) – australijski jeździec sportowy, olimpijczyk.
Reprezentował Australię na Letnich Igrzyskach Olimpijskich 1972, które odbyły się w Monachium.